# The Mask and Mirror
The Mask and Mirror è il quinto album della cantante canadese Loreena McKennitt, pubblicato nel 1994.
Quest'album prende ispirazione dal mondo del XV secolo, tra le crociate e i cavalieri templari, tra i pellegrinaggi e l'eresia catara, tra il Cristianesimo e l'Islamismo, tra la Spagna ed il Marocco.
Il brano The Bonny Swans è considerato uno dei più celebri della cantante.
Nella compilation Buddha Bar XI del 2009 è presente un remix di Marrakesh Night Market.

## Tracce
1. The Mystic's Dream – 7:40
2. The Bonny Swans – 7:18 (V1 V2)
3. The Dark Night of the Soul – 6:44
4. Marrakesh Night Market – 6:30
5. Full Circle – 5:57
6. Santiago – 5:58
7. Cé Hé Mise le Ulaingt? The Two Trees – 9:06
8. Prospero's Speech – 3:23

## Caratteristiche
Come succede spesso nei lavori di Loreena McKennitt, diverse canzoni hanno origine da antiche opere: The Dark Night of the Soul si basa sull'omonima poesia del sacerdote spagnolo San Giovanni della Croce; Il testo di Cé Hé Mise le Ulaingt? The Two Trees è del poeta irlandese William Butler Yeats; Prospero's Speech è il soliloquio finale con cui si chiude La tempesta shakespeariana.
Marrakesh Night Market nasce dalle sensazioni provate dall'autrice al suo arrivo nella notte a Marrakesh, nel periodo del Ramadan. Nello stesso periodo religioso ha origine Full Circle, osservando all'alba i fedeli entrare nella moschea per pregare.
Il brano Santiago è la rielaborazione della melodia della Cantiga di Santa Maria n. 26: Non é gran cousa, attribuita ad Alfonso X El Sabio.